# Marta Handschke
Marta Kinga Handschke (* 1972) je polská umělkyně zabývající se fotografií, grafikou, literaturou a hudbou.

## Životopis
Vystudovala fotografii na Akademii výtvarných umění v Poznani. Zabývá se také užitou grafikou a ilustrací. Navrhuje mimo jiné: plakáty a obaly alb (včetně Asthmatic Love ). Spolupracuje jako ilustrátorka a publicistka s novinami Gazeta Wyborcza. Je spojována s hudební scénou Tri-City, psala texty písní nebo zpívala v kapelách jako Oczi Cziorne, Women, Kury a Trupy. V roce 2018 debutovala jako spisovatelka knihou „Brzuch Matki Boskiej“, za kterou získala cenu poroty v soutěži „Nejlepší kniha k Vánocům“ webu granice.pl.
Žije v Gdaňsku. Dcera Gabriela. Jejím manželem byl hudebník Tymon Tymański, s nímž má syna Kosmu Tymańského.

## Publikace
- Marta Handschke. Brzuch Matki Boskiej. Wołowiec: Wydawnictwo Czarne, 2018. ISBN 9788380497436. S. 171.